# Stanisław Dragan
Stanisław Dragan (Sadkowa Góra, 21 novembre 1941 – Kasinka Mała, 21 aprile 2007) è stato un pugile polacco.

## Palmarès

### Olimpiadi
- 1 medaglia:
  - 1 bronzo (Città del Messico 1968 nei pesi mediomassimi)